# Kampf um Metz
Der Kampf um Metz vom 27. August bis 13. Dezember 1944 bildete den Höhepunkt der Kämpfe um Lothringen im Zweiten Weltkrieg.

## Ausgangslage

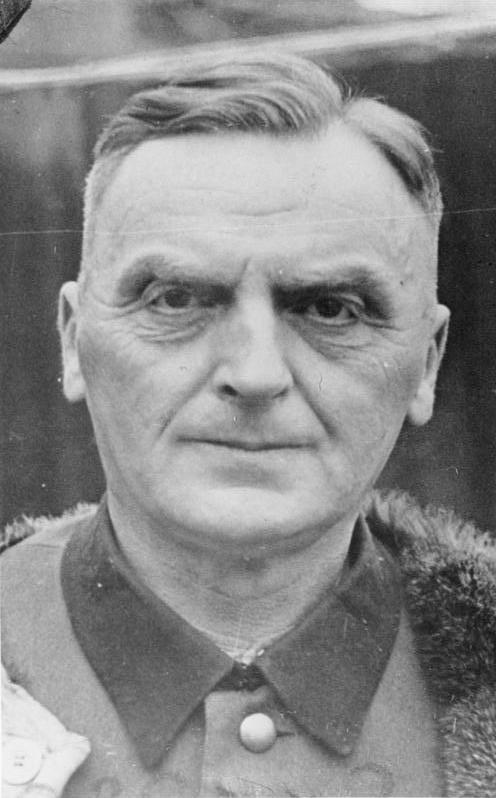
Generalmajor Heinrich Kittel, der letzte Kommandant von Metz, 1944

Im Umfeld von Metz bezog zunächst die 17. SS-Panzergrenadier-Division (unter dem Befehl von SS-Standartenführer Hans Lingner) ihre Stellung. In der Stadt selbst befand sich die 462. Ausbildungs-Division (bis 18. September 1944 unter Generalleutnant Walter Krause, anschließend unter Generalleutnant Vollrath Lübbe, ab 8. November 1944 unter Generalleutnant Heinrich Kittel). Ihr unterstanden folgende Einheiten: die Offiziersschule unter Oberst Joachim von Siegroth, die Unteroffiziersschule unter Oberst Wagner, die Nachrichten-Schule der SS unter SS-Standartenführer Ernst Kemper, das Sicherungsregiment 1010 unter Oberst Richter sowie eine Artillerieabteilung, eine Flakbatterie und etwa 10 Panzerabwehrgeschütze. Hinsichtlich der alten Metzer Befestigungsanlagen aus preußischer Zeit (1871–1918) war es gelungen, einige der noch vorhandenen Festungsgeschütze wieder funktionstüchtig zu machen sowie alle Anlagen wieder telefonisch miteinander zu verbinden.
Auf der Gegenseite stand die 3. US-Armee unter Generalleutnant George S. Patton, die ihren eigentlichen Angriff mit Hauptrichtung auf Frankfurt am Main/Mannheim wegen nicht ausreichender Treibstoffversorgung seit dem Spätsommer nicht weiter durchführen konnte. Während im Süden das XII. US-Korps mit der Befreiung von Nancy beauftragt war, sollte das XX. US-Korps Metz einnehmen. Für das weitere Vorgehen standen nun zur Verfügung: die 5. US-Infanteriedivision (unter dem Befehl von Generalmajor Irwin, die von Verdun kommend auf St. Maurice vorrückte), die 90. US-Infanterie-Division (Generalmajor James A. Van Fleet, in Étain) und dahinter die 7. US-Panzerdivision. (Generalmajor Robert Hasbrouck).

## Kampfhandlungen

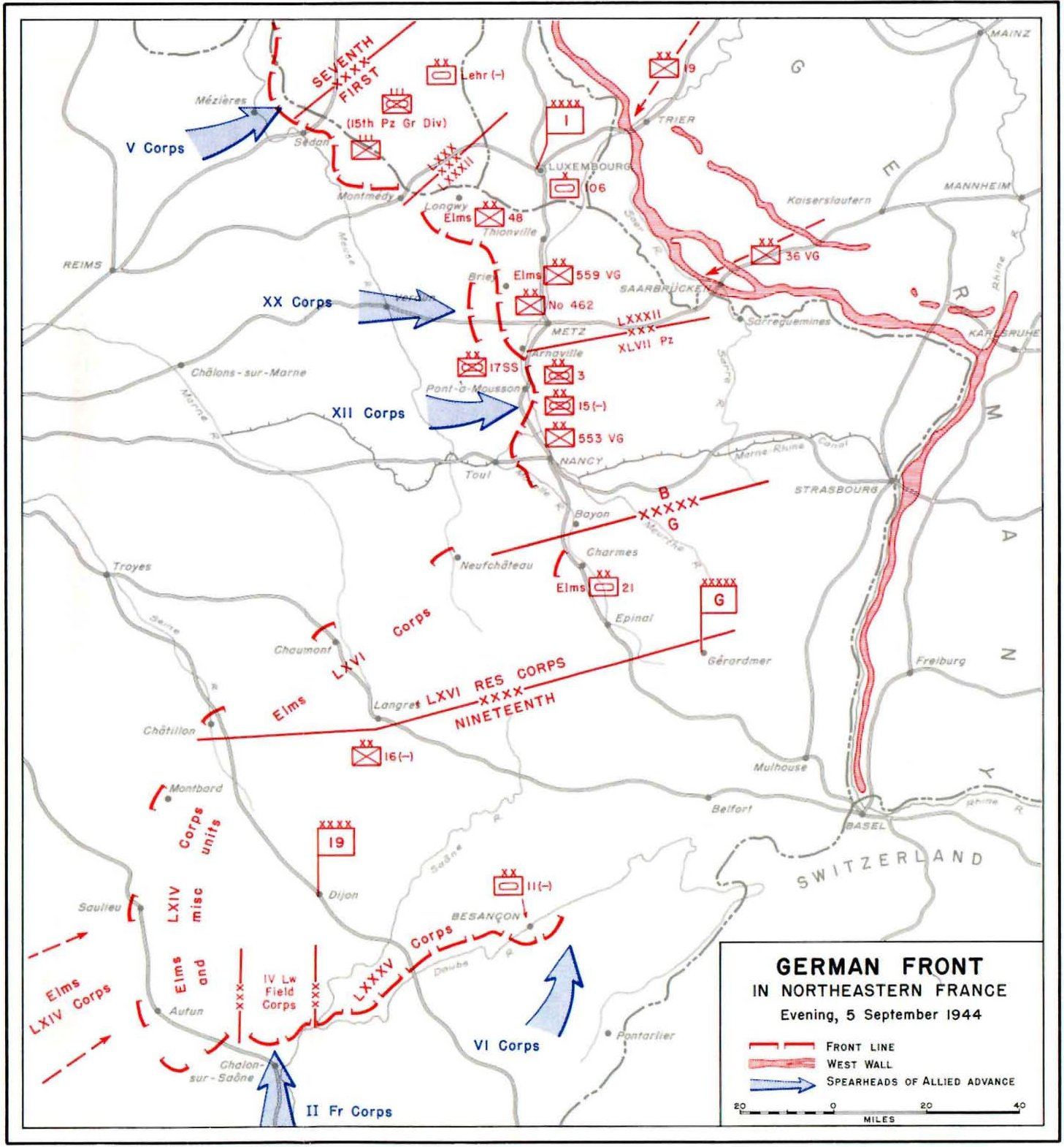
Der Kampf um Metz am 5. September 1944

Am frühen Morgen des 6. September 1944 brachen alliierte Aufklärungstrupps auf, um nach einer noch intakten Brücke über die Mosel Ausschau zu halten. Doch alle Übergänge waren bereits gesprengt worden. Zwei Tage später gelang es, bei Dornot mit Sturmbooten überzusetzen und einen kleinen Brückenkopf zu bilden, der sich aber aufgrund heftiger deutscher Gegenangriffe nicht halten konnte. In den nächsten Tagen entstanden neue Brückenköpfe bei Arnaville und Novéant (14 bis 16 km südwestlich von Metz), die allerdings unter ständigem Beschuss der Feste Kronprinz lagen. Gleichzeitig hatte man weiter nördlich mit der 7. US-Panzer-Division im Bereich Amanvillers-Vernéville-Gravelotte angegriffen, aber hinter diesen Ortschaften war die Festung Metz am stärksten ausgebaut. Bis zum 9. September 1944 hatten die Amerikaner Verluste in Höhe von 14 Offizieren und 332 Mannschaften. Man beschloss, zunächst das störende Artilleriefeuer der Feste Kronprinz auszuschalten. Doch alle Angriffsversuche zwischen dem 27. September und dem 13. Oktober auf diese Festungsanlage scheiterten. Infolgedessen und auch wegen anderer Prioritäten (Arnheim) stellte die 3. US-Armee alle weiteren Angriffe ein und Metz musste weiträumig umgegangen werden.

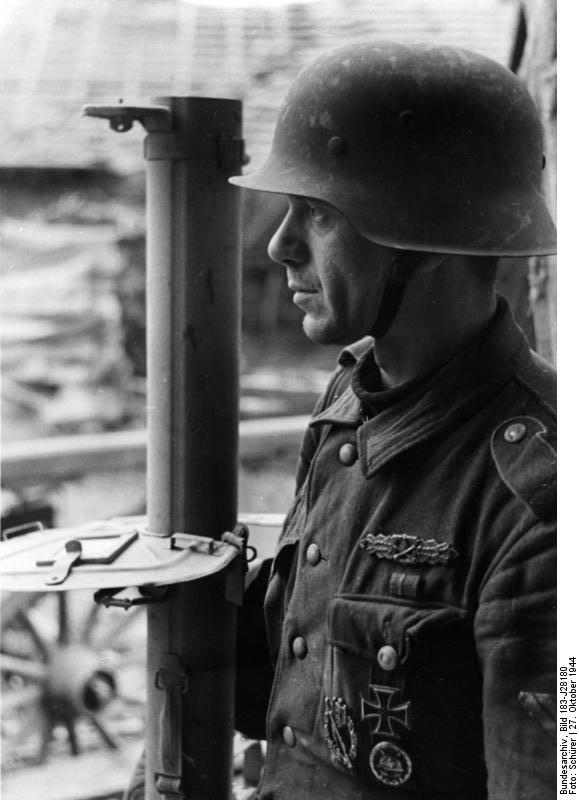
Ein Grenadier, der sich im Kampf um Machern auszeichnete, mit dem Panzerschreck. Machern bei Metz, 27. Oktober 1944

Anfang Oktober zog das Oberkommando des Heeres den gesamten Offiziers- und Unteroffiziersersatz aus Metz ab. Als Ersatz dafür kamen einige Sicherungsbataillone aus dem Westwall und den Vogesen. Am 9. November 1944 begann der amerikanische Großangriff mit dem Überqueren der Mosel nordöstlich von Thionville (Diedenhofen). Die Amerikaner stießen bis zum 13. nördlich von Metz vor – standen aber jetzt rechts der Mosel. Am 14. November traf der letzte Verpflegungszug in der Festung ein. Zwei Tage zuvor trafen noch drei Festungs-MG-Bataillone unter den Befehl der 462. Volksgrenadier-Division ein, so dass diese mit einem Volkssturmbataillon die Gefechtsstärke von rund 10.000 Mann besaß. Panzer oder Sturmgeschütze waren keine mehr vorhanden.

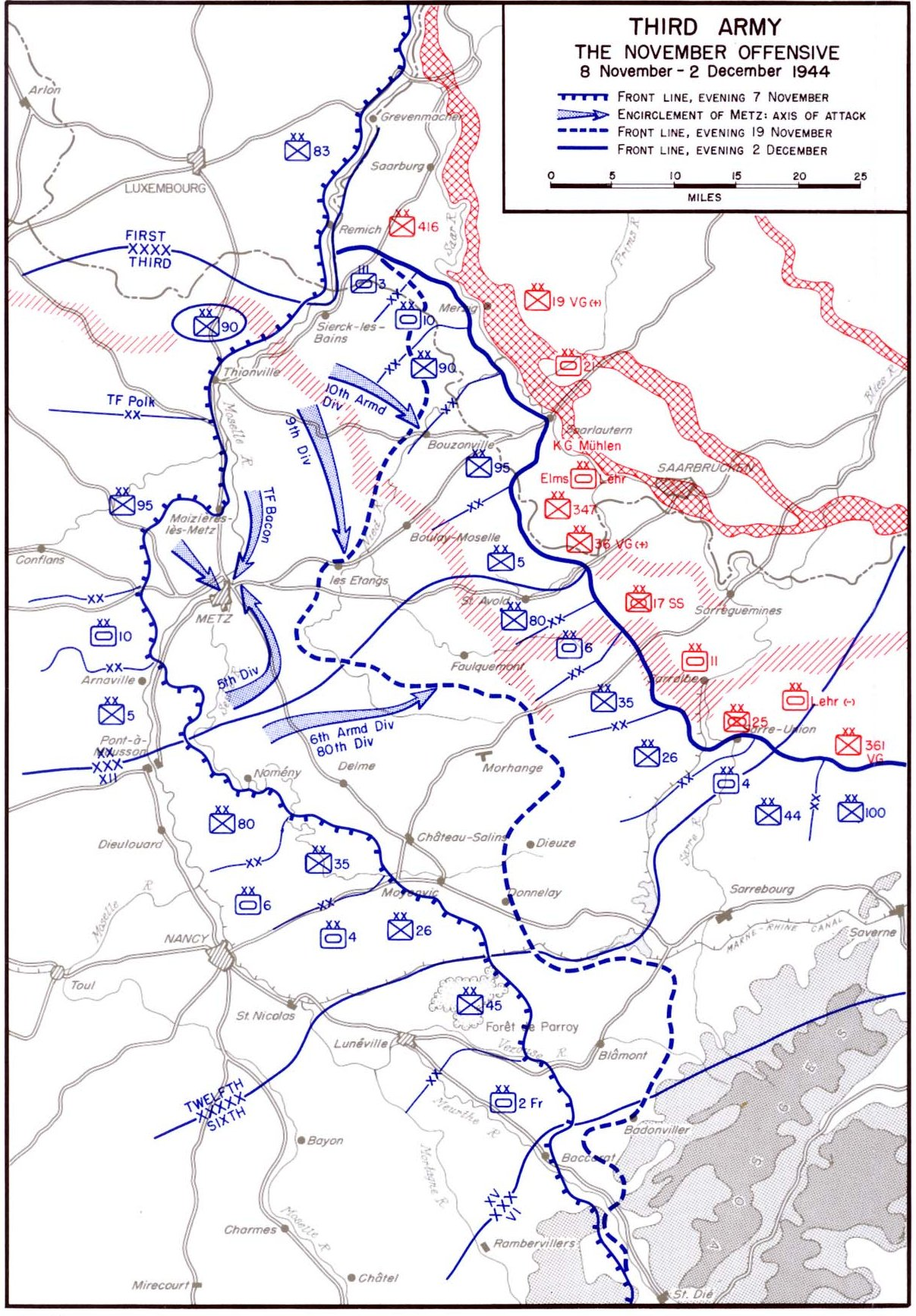
Einschließung von Metz während der Novemberoffensive der 3. US-Armee

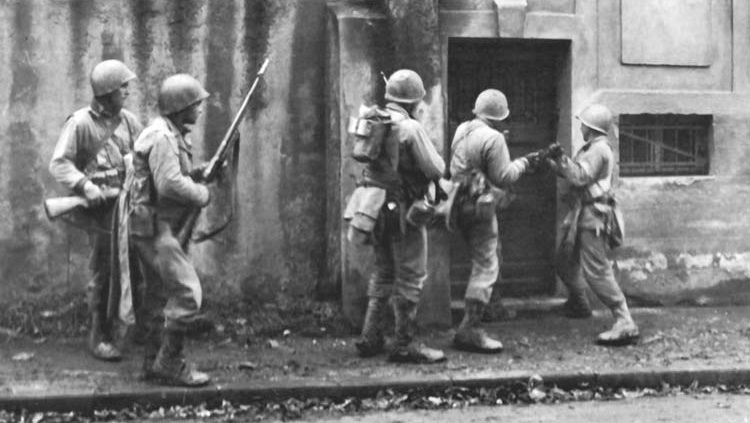
Angehörige der amerikanischen 5. Infanterie-Division bei der Durchsuchung von Häusern in Metz am 19. November 1944

In der Nacht vom 16. auf den 17. November 1944 zogen die im Umfeld von Metz verbliebenen deutschen Einheiten nach Osten in Richtung Westwall ab – Metz wurde am 19. November 1944 vollständig von der 90., der 95. und 5. US-Infanterie-Division eingeschlossen. Der Hauptgefechtsstand in der Stadt hielt sich bis zum 21. November. Noch immer von deutschen Truppen besetzt waren die Festungen: Haeseler, Prinz August von Württemberg, Kronprinz, Kaiserin, Friedrich Karl und Alvensleben. Als dort die Vorräte zu Ende gingen, kapitulierte Haeseler am 26. November, Prinz August von Württemberg am 29. November, Alvensleben am 6. Dezember (Besatzung: Grenadier-Regiment 1215; Kommandant: Oberstleutnant Arno Stoessel von der Heyde) und Friedrich Karl am 7. Dezember mit 600 vom Hunger gezeichneten Männern. Am 8. Dezember ergab sich die Restbesatzung der Feste Kronprinz (Besatzung: Grenadier-Regiment 1217; Kommandant: Oberstleutnant Helmut Richter) und als letztes am 13. Dezember 1944 die Feste Kaiserin.
Für die Angehörigen der Kampfgruppe von Siegroth, die aktiv am Kampf um die Festung Metz teilgenommen hatten, wurde das Abzeichen Ärmelband Metz 1944 gestiftet. Dieses Ärmelband existierte ebenfalls als Traditionsabzeichen für alle Offiziere, Beamte, Unteroffiziere und Mannschaften der Schule VI für Fahnenjunker der Infanterieschule Metz (Lehr- und Stammpersonal sowie Schüler), sofern diese Ende 1944 der Schule angehört hatten.
Ein Teil der deutschen Gefallenen dieser Schlacht ist auf dem deutschen Soldatenfriedhof in Andilly (Frankreich) bestattet; dort liegen 33.085 Gefallene des Zweiten Weltkrieges.

## Bedeutung
Weder auf deutscher noch auf amerikanischer Seite war man zunächst der Ansicht, dass die preußischen Befestigungswerke rund um Metz, wovon die wichtigsten etwa um 1900 erbaut worden waren, 1944 noch ein ernsthaftes Hindernis darstellten.
Der unerwartet wirksame Widerstand hielt den Hauptteil der 3. US-Armee so lange bei Metz auf, dass die Ardennenoffensive als letzter großer deutscher Gegenschlag im Westen möglich wurde (siehe auch Deutsche Westfront 1944/1945#Der Vormarsch zum Westwall und die deutsche Ardennenoffensive).
Der ungewöhnlich kalte Winter 1944/45 begünstigte die Verteidiger. Nur bei Wetter mit wenig oder keinen Wolken konnten die Westalliierten ihre Luftüberlegenheit nutzen.